# Дженн Вейкфілд
Дженніфер (Дженн) Вейкфілд (англ. Jennifer 'Jenn' Wakefield; 15 червня 1989 року, Пікерінг, Онтаріо, Канада) — канадська хокеїстка. Олімпійська чемпіонка Ігор 2014 року, чемпіонка (2012) та віце-чемпіонка (2011) світу.